# Universidade São Francisco
A Universidade São Francisco (USF) é uma instituição de ensino superior privada brasileira sediada em Bragança Paulista, interior de São Paulo e possui mais quatro campus: Campinas (três unidades: Cambuí, Swift e Santa Clara) e Itatiba.
É considerada referência nacional em vários cursos de graduação, além do melhor programa de pós-graduação stricto sensu em Psicologia do Brasil, ao lado da Universidade Federal do Rio Grande do Sul - UFRGS e da Universidade Estadual de São Paulo - USP, os únicos que possuem conceito 7 (máximo), de acordo com avaliação do MEC, através da CAPES.

## História
Em 1945 a Província Franciscana da Imaculada Conceição do Brasil, da Ordem dos Frades Menores, funda oficialmente a Casa de Nossa Senhora da Paz - Ação Social Franciscana (CNSP - ASF), mantenedora da USF, para proporcionar educação e assistência aos moradores carentes do bairro Ipanema, na cidade do Rio de Janeiro. Três anos depois, a CNSP - ASF é reconhecida como instituição de utilidade pública, sendo, em 1965, certificada como entidade beneficente de assistência social.
No ano de 1976, a sede da CNSP - ASF é transferida para Bragança Paulista, em São Paulo, passando a assumir a gestão do então Instituto de Ensino Superior da Região Bragantina. É a partir desse momento que a instituição consolida seu trabalho com ensino superior, propiciando que em 1985 as Faculdades Franciscanas, por meio de uma portaria ministerial, passassem a ser reconhecidas como Universidade São Francisco (USF).

## Estrutura
A USF conta com 311 salas de aula, 150 laboratórios e 6 bibliotecas, totalizando 311 mil volumes e 1.775 periódicos impressos disponíveis. Além disso, é uma das instituições credenciadas no Portal de Periódicos da CAPES, o que lhe franqueia 7.125 títulos e seis bases referenciais, possibilitando pleno acesso dos usuários às principais bases de dados para pesquisa. Atualmente a instituição conta com campus em Bragança Paulista (sede), Itatiba, Campinas e São Paulo e oferta cerca de 60 cursos de graduação, 30 de pós-graduação, incluindo três programas de Mestrado e Doutorado.
Referência em saúde, a USF possui o HUSF (Hospital Universitário São Francisco) considerado o hospital geral mais importante da região bragantina em razão de suas atividades de alta complexidade, desenvolvimento de pesquisas e intervenções de elevada especialização, tais como: cirurgia cardiovascular e transplante renal.

## Campi

### Bragança Paulista
Com 57.143,52 m² de área construída, o Campus Bragança Paulista conta com 19 cursos de graduação, distribuídos entre as áreas de Ciências Biológicas e da Saúde, Humanas e Sociais Aplicadas, Exatas e Tecnológicas. Além de cursos de extensão e programas de pós-graduação Lato Sensu e Stricto Sensu. São 107 salas de aula e 90 laboratórios com equipamentos para ensino e pesquisa. A USF possui sete bibliotecas, das quais, quatro estão localizadas em Bragança. É no Campus Bragança Paulista que está localizado o HUSF (Hospital Universitário São Francisco), que passou a ser administrado pela Associação e Fraternidade São Francisco de Assis na Providência de Deus em 2012, passando a se chamar Hospital Universitário São Francisco na Providência de Deus.

### Itatiba
Com 24.998,04 m² de área construída, 74 salas de aula e 31 laboratórios, o Campus Itatiba conta com 15 cursos de graduação distribuídos entre as áreas de Humanas e Sociais Aplicadas, Exatas e Tecnológicas, além de oferecer cursos de extensão, pós-graduação Lato e Stricto Sensu.
Os programas de mestrado e doutorado são voltados à Educação e à Psicologia, avaliados, respectivamente, com notas 4 e 6 pela CAPES (Coordenação de Aperfeiçoamento de Pessoal de Nível Superior). A USF é a única Instituição de Ensino Superior (IES) particular do Brasil a ter conquistado nota 6 pela CAPES, desempenho equivalente aos cursos de centros internacionais de Ensino e Pesquisa.

### Campinas (Unidade Cambuí)
Presente na cidade de Campinas há mais de 10 anos com a Unidade Swift, localizada na Vila Cura D’Ars – Swift, a USF decidiu expandir a atuação em 2012. Situada em um dos bairros mais nobres de cidade, a Unidade Cambuí prima pela sofisticação.
Atenta às exigências do mercado e motivada pela crescente procura de cursos, a USF trouxe para a Unidade Cambuí a tradição do curso de Direito, com 40 anos de credibilidade nos Campi Bragança e São Paulo, e a inovação do curso de Tecnologia em Gastronomia, que também conta com professores renomados e laboratórios com padrão internacional de qualidade. Além do arrojado programa de Educação Executiva da ESADE Business School de Barcelona, uma das melhores escolas de negócios do mundo. 
Em pouco tempo, a Unidade Cambuí tornou-se referência como espaço para eventos e ampliou a oferta de cursos. Hoje, também são oferecidos os cursos de Administração e de pós-graduação.

### Campinas (Unidade Swift)
A cerca de 100 quilômetros da capital do Estado de São Paulo, Campinas destaca-se como um dos mais importantes polos tecnológicos do hemisfério sul, encabeçando também a lista das cidades que mais geram empregos no país. 
Diante dessas necessidades, há uma predominância na oferta de cursos ligados à área de engenharia e ao seguimento industrial no Campus Campinas – Unidade Swift, que conta com 12.565,40 m² de área construída, 54 salas de aula e 21 laboratórios, ofertando cursos de graduação, pós-graduação e extensão.

### Campinas (Unidade Sagrado Coração)
Em 2024 foi inaugurado o Câmpus USF Sagrado Coração, localizado no bairro Nova Campinas.

## Publicações
As publicações da Universidade São Francisco têm o intuito de fomentar a pesquisa entre os estudantes e professores, propagando o conhecimento dentro da instituição e possibilitando uma comunicação acadêmica com profissionais e pesquisadores do Brasil e do exterior.

### Cartilha do Estagiário
O estágio é um processo fundamental durante a vida acadêmica. A Cartilha do Estagiário tem o objetivo de orientar os alunos da USF nesse início da caminhada profissional. A compatibilidade do seu programa de estágio com o projeto do seu curso é essencial para a sólida formação na carreira.

### Revista Horizontes
A revista Horizontes é um veículo de divulgação e debate da produção científica na área de Educação e está vinculada ao Programa de Pós-Graduação Stricto Sensu em Educação da Universidade São Francisco, Itatiba/SP. 
O propósito da revista é servir de fórum para a apresentação de pesquisas desenvolvidas, estudos teóricos e resenhas na área de Educação, em suas vertentes históricas, culturais e de práticas educativas. Com vistas a manter uma interlocução com pesquisadores nacionais e internacionais, a revista aceita publicações nas línguas portuguesa, inglesa, francesa e espanhola. Os textos publicados são submetidos a uma avaliação às cegas pelos pares, componentes do conselho editorial ou consultores ad hoc. Os conteúdos não refletem a posição, opinião ou filosofia, nem do Programa de Pós-Graduação nem da Universidade São Francisco.
A revista é composta de dossiês com temática educacional coerente com a política editorial da mesma e/ou artigos de demanda espontânea encaminhados e aprovados para publicação. Os direitos autorais das publicações da Horizontes são da Universidade São Francisco, permitida apenas ao autor a reprodução do seu próprio material, previamente autorizado pelos editores da revista. As transcrições e traduções são permitidas, desde que no limite dos 500 vocábulos e mencionada a fonte.

### PsicoUSF
A Psico-USF é um periódico que visa promover o debate da produção científica na área da Psicologia, possibilitando-lhe mais visibilidade. Está vinculado ao Programa de Pós-Graduação Stricto Sensu em Psicologia da Universidade São Francisco desde 2000. O propósito da revista é o de servir de fórum para a apresentação e divulgação de pesquisas atuais no campo da Psicologia e como um veículo de disseminação do conhecimento a pesquisadores, profissionais e demais interessados pelo campo. É publicada quadrimestralmente. Os direitos autorais das publicações da Psico-USF são da Universidade São Francisco, permitida apenas ao autor a reprodução de seu próprio material, previamente autorizado pelo editor da revista. As transcrições e traduções são permitidas, desde que no limite dos 500 vocábulos e mencionada a fonte. São publicados textos em português, espanhol e inglês.

### Relatório Social (Sustentabilidade)
O Relatório de Sustentabilidade contempla um apanhado das mais significativas ações desenvolvidas com foco no tripé sustentável: econômico, social e ambiental. Divulgado pela primeira vez em 2011, este relatório é um passo a mais na publicação já feita pela USF, desde 2008, anteriormente titulada Relatório Social.
O Relatório está fundamentado nas diretrizes da Global Report Initiative (GRI), organização não governamental, com sede na Holanda, que tem como missão desenvolver e disseminar globalmente diretrizes para a elaboração de relatórios de sustentabilidade, utilizados voluntariamente por empresas do mundo todo. Sua estrutura também contempla as iniciativas internacionais: Objetivos do Milênio, Pacto Global e Princípios para a Educação Empresarial Responsável (PRME).

## Pastoral Universitária
O Núcleo de Pastoral Universitária atua em toda a Universidade São Francisco (USF) como assessoria da Chancelaria em atenção aos apelos da Igreja e da Ordem Franciscana, que abraçou, no último Capítulo/Assembleia Provincial, a Educação como uma das cinco frentes da missão evangelizadora. Como pastoral, este Núcleo é motivador constante do diferencial “franciscano” desta Instituição de Ensino. O Núcleo é composto por um Coordenador designado pela Chancelaria e membros encarregados das atividades ordinárias do setor.
A Pastoral Universitária da USF situa-se na compreensão desenvolvida nos últimos anos que está reconceituando esta Pastoral, passando a organizá-la como Pastoral da Universidade. O desafio decorrente é construir/realizar uma Universidade em Pastoral, o que requer uma “relação interpessoal” a ser fomentada entre todos os envolvidos na pastoral, agentes e sujeitos.
Revaloriza-se o termo “pastoral”, o que nos remete, enquanto Universidade Católica, a Cristo Bom Pastor, sendo o coração da mesma o cuidado, o amor, a dedicação, num trabalho de equipe, construindo juntos os programas, as atividades e a própria tomada de consciência dos agentes e sujeitos da Universidade.
Colocamos a ênfase no “cuidado”, criando espaços de proximidade, relação e comunhão. O cuidado se desdobra em acolhida e se explicita como desvelo, solicitude, diligência, zelo, atenção, bom trato. 
A Pastoral é um lugar de cultivo da comunhão e da participação. Alia liberdade com responsabilidade; educa sujeitos, conscientes de seu papel e de seu lugar na história, como sujeitos e agentes na comunidade. Este processo educativo alia fé e vida, nos níveis pessoal e social, inspirado nos valores que brotam do Evangelho e que traduzem o modo franciscano de ser.

## Biblioteca
O Sistema de Bibliotecas da USF é formado por uma rede de 6unidades, totalizando 323.500 volumes e 2.865 periódicos impressos. Credenciada ao Portal de Periódicos da CAPES em diversas bases, a Universidade disponibiliza ainda, por meio desse convênio, mais 7.125 títulos em textos completos e 6 bases referenciais, sendo possível também o acesso online de bases de dados como: Medline, Lilacs, Rebap, Scielo, entre outras. Com rico acervo, espaços estruturados e recursos tecnológicos, as bibliotecas da USF são verdadeiros centros de informação, aptos a apoiar o aluno na busca por conhecimento, tanto no desenvolvimento de trabalhos acadêmicos quanto profissionais.

## Parcerias
A USF (Universidade São Francisco), por meio do Departamento de Relações Institucionais, atende organizações de diferentes áreas de atuação, além de órgãos públicos, entidades e ONGs, apresentando soluções educacionais e empresarias.
O know-how e a credibilidade do corpo docente da Universidade, aliada à garantia de um serviço de excelência a partir de um diagnóstico preciso, já renderam parcerias e convênios com empresas conceituadas no mercado, como: EMS, Jequiti, Valeo, UNIFAG, entre outras.
Os programas e projetos são elaborados de forma customizada, com o objetivo de suprir, de maneira eficaz, cada necessidade, seja a curto, médio ou longo prazo. Com intuito de promover a educação e a profissionalização, as ações são focadas nas tendências do mercado empresarial, visando o desenvolvimento de novos produtos e projetos para incubadoras, capacitações de equipes corporativas, cursos in company, cursos de educação executiva nacionais e internacionais, implantação de Universidades Corporativas e salas patrocinadas, além de estabelecer relações institucionais e governamentais voltadas para comunidades, institutos e associações de classe.
Em 2009 a cidade de Bragança Paulista, por intermédio da Câmara Municipal, estabeleceu um Convênio de Cooperação Técnica com a cidade portuguesa de Bragança, com o objetivo de intercambiar experiências e conhecimentos nas áreas de economia, educação, saúde e social. Como resultado prático dessa geminação, foi oficializado o intercâmbio estudantil entre a Universidade São Francisco e o Instituto Politécnico de Bragança - Portugal. A USF também mantem relacionamento com universidades na Alemanha, Canadá, Estados Unidos, Espanha e México.

## Iniciação Científica
A USF conta com um Programa de Iniciação Científica (PIC) voltado para o desenvolvimento do pensamento científico e iniciação à pesquisa de estudantes de graduação do ensino superior. Esse programa tem como objetivos propiciar o contato do estudante da graduação com o universo científico, qualificar alunos para os programas de pós-graduação Stricto Sensu, entre outros. Duração: Os projetos de Iniciação Científica têm vigência de um ano.

## Administração
A Casa de Nossa Senhora da Paz é mantenedora da USF.

### Chancelaria
Frei Paulo Roberto Pereira, OFM - Ministro Provincial da Província Franciscana da Imaculada Conceição do Brasil e Chanceler da Universidade São Francisco

### Mantenedora
Diretor-Presidente da CNSP-ASF: Frei Daniel Dellandrea, OFM

### Administração Superior
Reitor: Frei Gilberto Gonçalves Garcia, OFM
Vice-Reitor: Frei Thiago Alexandre Hayakawa, OFM
Pró-Reitora de Ensino Pesquisa e Extensão: Dilnei Lorenzi
Pró-Reitor de Administração e Planejamento: Adriel de Moura Cabral

### Administração Básica
Diretor do Campus Bragança Paulista: Patrícia Teixeira Costa
Diretora do Campus Campinas: Paulo Eduardo Silveira
Diretor do Campus Itatiba: Renato Adriano Pezenti

### Lista de Reitores
| Reitor                         | Período         | Ref    |
| ------------------------------ | --------------- | ------ |
| Frei Gilberto Gonçalves Garcia | 2002 a 2010     |        |
| Hector Edmundo Huanay Escobar  | 2014 a 2018     | [ 11 ] |
| Frei Gilberto Gonçalves Garcia | 2018 atualmente | [ 12 ] |
| Joel Alves de Sousa Júnior     |                 |        |

## Ex-alunos ilustres
- Pedro Bigardi (Engenharia Civil) - político ex-prefeito de Jundiaí e ex-deputado estadual por São Paulo.[13]
- Eures Ribeiro Pereira (Direito) - político ex-prefeito de Bom Jesus da Lapa e deputado estadual pela Bahia.[14]
- Paulo Batista dos Reis (Direito) - político deputado estadual por São Paulo.[15]
- Odair Miguel Gonsalves dos Santos (Filosofia) - Bispo auxiliar de Porto Alegre [16]
- Havanir Nimtz (Medicina) - política ex-deputada estadual por São Paulo.[17]